# 312 km (obwód moskiewski)
312 km (ros. 312 км) – przystanek kolejowy w pobliżu miejscowości Paryszewo, w rejonie domodiedowskim, w obwodzie moskiewskim, w Rosji. Położony jest na Wielkim Pierścieniu Kolei Moskiewskiej.